# Irene Hilgers-Hesse
Irene Hilgers-Hesse (* 1905 in Köln; † 2004) war eine deutsche Ethnologin und Malaiologin. Sie begründete den Malaiologischen Apparat der Universität zu Köln und war dort außerplanmäßige Professorin.

## Leben
Nach dem Abitur am Königin-Luise-Gymnasium in Köln 1924 studierte Hilgers-Hesse Kunstgeschichte in Köln und Berlin, ab 1929 an der Universität Hamburg Völkerkunde (Ethnologie), Austronesische Sprachen und Kulturen sowie Archäologie. Sie promovierte 1932 mit einer Arbeit zur Darstellung der menschlichen Gestalt in Rundskulpturen Neumecklenburgs (heute Neuirland, Teil des Bismarck-Archipels vor Papua-Neuguinea) zur Dr. phil. Es folgten zahlreiche Auslandsreisen zu archäologischen Studien. Mit Beginn des Zweiten Weltkriegs wurde sie 1939 bei einer Wehrmachts-Dienststelle verpflichtet.
Als wissenschaftliche Hilfskraft war sie ab 1943 am völkerkundlichen Seminar der Universität zu Köln bei Martin Heydrich tätig. Nach 1945 war sie im Rautenstrauch-Joest-Museum für Völkerkunde, ab 1953 auch (unbesoldet) an der Universität Köln tätig und lehrte ab Wintersemester 1956/1957 Malaiisch, dann auch Bahasa Indonesia und austronesische Philologie. Ab 1959 unterrichtete sie auch an der Universität Bonn. Zusammen mit Otto Karow gab sie 1962 das erste Indonesisch-deutsche Wörterbuch heraus. Im selben Jahr gründete sie den Malaiologischen Apparat am Orientalischen Seminar der Kölner Universität.
Ihre Habilitation erfolgte 1963 mit Beiträgen zur Entwicklungsgeschichte der Bahasa Indonesia unter besonderer Berücksichtigung einiger syntaktischer Fragen. Dies war die erste Habilitation einer Frau an der Philosophischen Fakultät und die erste malaiologische Habilitation überhaupt an der Universität zu Köln. Hilgers-Hesse ist damit eine Begründerin dieser akademischen Disziplin im deutschsprachigen Raum. Anschließend erhielt sie eine hauptamtliche Stelle an der Universität und wurde zur außerplanmäßigen Professorin ernannt. Zusammen mit Joachim Wiesner rief sie in den 1970er-Jahren die Kölner interdisziplinäre Konferenz für gegenwartsbezogene Südostasienforschung (KIK) ins Leben. Als Leiterin des Malaiologischen Apparats wurde Hilgers-Hesse 1974 von Bernd Nothofer abgelöst. Sie war aber noch bis 1990 an der Universität tätig.
Hilgers-Hesse wirkte 1950 bei der Gründung der Deutsch-Indonesischen Gesellschaft (DIG) mit und war anschließend über vier Jahrzehnte deren Vorstandsmitglied und Geschäftsführerin.

## Schriften (Auswahl)
- Die Darstellung der menschlichen Gestalt in Rundskulpturen Neumecklenburgs. Köln 1933, OCLC 15025979.
- Indonesisch. Köln, E.J. Brill-Verlag o. J. (1959).
- mit Otto Karow: Indonesisch-deutsches Wörterbuch. Kamus bahasa Indonesia-Djerman. 3. Auflage, Wiesbaden 1986 [1962], ISBN 3-447-02617-0.
- Indonesischer Sprachführer. Heidelberg 1964, OCLC 9041671.
- Beiträge zur Entwicklungsgeschichte der Bahasa Indonesia unter besonderer Berücksichtigung einiger syntaktischer Fragen. Heidelberg 1965, OCLC 251845817.
- mit Mochtar Lubis (Hrsg.): Perlen im Reisfeld und andere indonesische Erzählungen. Horst Erdmann Verlag, Tübingen/Basel 1971.